# Zerrin Taşpınar
Zerrin Taşpınar (* 1947 in Ankara) ist eine türkisch-alevitische Dichterin und Schriftstellerin.

## Werden und Wirken
Taspinar schrieb bereits in frühen Jahre eigene Gedichte, die teilweise auch veröffentlicht wurden. Zentrale Themen ihrer schriftstellerischen Tätigkeit sind die alevitische Religion um Pir Sultan Abdal und die Menschenrechte.
In den frühen 90er Jahren war sie Mitglied im Pir-Sultan-Abdal-Verein und in einem Frauenrechtsverein in Ankara tätig. Taspinar gehörte 1993 zu den Überlebenden des Anschlags auf das Madımak-Hotel. Von 1995 bis 1998 war sie Sekretärin eines Literaturvereins, anschließend engagierte sie sich bis 2000 im TYS Verein in Ankara. In dieser Phase überlebte Taspinar auch das Marmara-Erdbeben vom 17. August 1999, bei dem mehr als 50.000 Menschen ihr Leben verloren. Nach dem Erdbeben schrieb sie zwei Bücher und verteilte sie an die völlig mittellosen Straßenkinder. Vom Emekciler Kadinlar, einem deutschen Frauenverein in Ankara wurde sie ausgezeichnet.
Zuletzt arbeitete sie beim türkischen Sender TRT und unterzeichnete 2006 zusammen mit 323 weiteren Prominenten (darunter Yaşar Kemal und Mehmed Uzun) einen Appell mit Forderungen und Vorschlägen für Frieden und zur Lösung der Kurdenfrage.

## Werke
- Bir Ardic Kusuyum Ben (1992)[2]
- Anilarda Simdi (1994)
- Tavra (1995)
- Kuş Kanadından Öyküler (1999)
- : Kuş Kanadından Masallar (1999)

## Gedichte (Auswahl)
- Anfora
- Anılarda Şimdi
- Ardıç Kuşu ve Sevda
- Atlar I-IV
- Ben Seni Her Yerde
- Çağsız Dokumacı
- Demetevler Parkında Eylül I-IV
- İpek Bir Mendil
- Kızın Elinde Oya
- Turkuaz